# Suore della Provvidenza (Montréal)

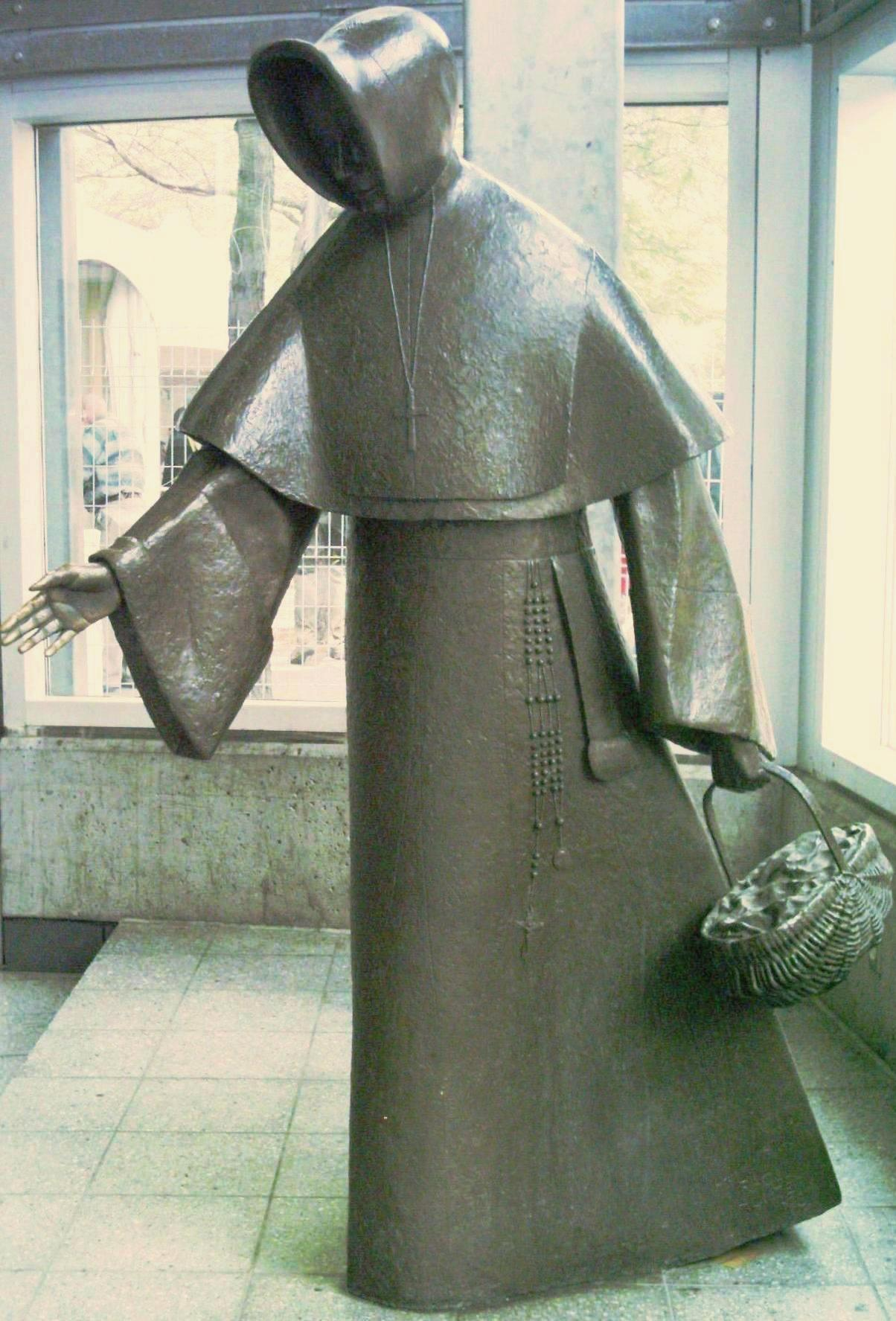
Émilie Tavernier: scultura di Raoul Hunter, Montréal

Le Suore della Provvidenza (in francese Sœurs de la Providence) sono un istituto religioso femminile di diritto pontificio: i membri di questa congregazione pospongono al loro nome la sigla S.P.

## Storia
Nel 1828 Émilie Tavernier (1800-1851), rimasta vedova, prese a dedicarsi alla cura dei malati a domicilo: aprì a sue spese un ospizio per i bisognosi della città. Per assicurare una continuità all'opera, il vescovo di Montréal Ignace Bourget pensò di affidare l'ospizio alle Figlie della Carità, ma poi pensò di istituire una nuova congregazione insieme alla Tavernier.
Fu il canonico Jean-Charles Prince a curare la fondazione dell'istituto. La congregazione, detta in origine delle Figlie della Carità, venne canonicamente eretta il 29 marzo 1844: la Tavernier, insieme a nove compagne, prese l'abito religioso lo stesso giorno. Il 2 febbraio 1858 vennero approvate le costituzioni dell'istituto, ispirate a quelle delle Figlie della Carità di Parigi.
La congregazione ottenne il pontificio decreto di lode il 25 aprile 1860 e venne approvata definitivamente il 7 giugno 1867: le sue costituzioni sono state approvate dalla Santa Sede il 12 settembre 1900.
La fondatrice è stata beatificata da papa Giovanni Paolo II il 7 ottobre 2001.

## Attività e diffusione
Le Suore della Provvidenza si dedicano a diverse attività, in base ai bisogni delle comunità in cui le religiose operano.
Sono presenti in Argentina, Camerun, Canada, Cile, Egitto, El Salvador, Filippine, Haiti, Stati Uniti d'America: la sede generalizia è a Montréal.
Al 31 dicembre 2005 l'istituto contava 938 religiose in 105 case.